# Едмонтон Брікмен
«Едмонтон Брікмен» — колишній едмонтонський футбольний клуб в Альберті, який змагався в двох нині неіснуючих лігах: Західному футбольному альянсі та Канадській футбольній лізі.

## Історія
Брікмен почав свої виступи в 1986 році в канадській футбольній лізі (КФЛ) і Західному футбольному альянсі, отримавши гарні відгуки за свою гру проти збірної Канади.
Під час перебування в Альянсі і КФЛ команда використовувала два різних стадіону для проведення своїх ігор: Джон Дучі Парк (тепер Едмонтон Бейлпарк) і Кларк Стедіум для своїх матчів. Вибір Джона Дучі Парку був частково обумовлений поділом витрат з «Едмонтон Трепперс». На матчі команди збиралося від 3000 до 4000 уболівальників.
До складу Едмонтон Брікмен входили такі знамениті футболісти, як: колишня англійська зірка Джастін Фашану, Ніал Томпсон, Шел Бродсгаард і два тодішніх молодих воротаря Крейг Форрест і Пол Долан, який представляв клуб на ЧС-1986 в Мексиці.
Тренував команду граючий тренер Росс Онгаро, директором був Джо Петроній, а президентом - Мел Ковальчук. Спонсорувала команду канадська фірма The Brick.